# 이자 오르조니키제
이자 오르조니키제(조지아어: იზა ორჯონიკიძე, 1938년 11월 21일 ~ 2010년 2월 9일)는 조지아의 정치인이다.
1965년 국립 모스크바 대학교 문헌학과를 졸업했으며 3차례(1976년 ~ 1982년, 1989년 ~ 1990년, 1991년 ~ 2010년)에 걸쳐 레오니제 조지아 문학 박물관장을 역임했다. 1992년부터 1995년까지 조지아 의회 의원을 역임했다.